# Медвед Џек
Медвед Џек (енгл. Jack the Bear) је амерички драмски филм из 1993. године у режији Маршала Херсковица, који је написао Стивен Заилијан према роману Дена Мекола, а у главним улогама су Дени Девито, Роберт Џеј Стајнмилер млађи, Мико Хјуз и Гери Синис.

## Опис филма
Џек Лири и његов млађи брат Дилан почињу испочетка у Оукланду 1972. године након смрти њихове мајке Елизабет, која је погинула у судару аутомобила. Дечаци живе са својим оцем Џоном, који забавља публику касно у ноћ приказивањем хорор филмова као домаћин-коментатор Поноћног вриска „Ал Гори“. Иако је родитељ пун љубави, Џон има проблем са пићем који ремети несметано вођење домаћинства. Неке родитељске обавезе падају на Џека, који води Дилана у његов први дан предшколског узраста .
Један од Лиријевих комшија је младић, Норман Стрик, који хода са штапом због саобраћајне несреће као тинејџер. Норман је антисоцијални неонациста који осећа да комшилук иде низбрдо.
Џек има љубавну везу са својом колегиницом Карен Морис. Џеков пријатељ и комшија, Декстер, долази из разореног дома. Декстер живи код баке и деде; почиње да пати од пада након што му је бака умрла док се упознао са Норманом. На Ноћ вештица, пошто је Декстеру дао нацистички костим, Норман прилази Џону да затражи донацију за кандидата са расним предрасудама. Током емитовања филма Инвазија трећих бића, пијани Џон прекида филм и опонаша расно набијена уверења Нормана док именује кандидата.
Следећег дана, Џека се пробуди када Норманов златни ретривер Чејен умире од тровања. Џон се извињава због својих поступака на телевизији док изјављује саучешће упркос томе што је Норман одбио да се рукује. Реакција на Џонове претходне акције у његовој емисији угрожава његов посао и угрожава Џекову везу са Карен. Избацивши свој бес на Дилана и оставивши га са Декстером, Џек сазнаје да му је брата киднаповао Норман.
Џек позива полицију јер су он и Џон изузетно забринути све док Дилан није пронађен жив у оближњој шуми неколико дана касније и одведен у болницу. Био је трауматизован искушењем што је био остављен да умре у дивљини. Емоционална траума га је учинила немим.
Три дана касније, доводећи Дилана кући са Норманом који није виђен данима, Џон почиње да буде узнемирен до те мере да своју фрустрацију у кући Стрикових изнесе палицом, тероришући Стриккове где се налази њихов син пре него што уништи Норманов вољени Форд тандербирд. У страху за своје тренутно стање ума, Џон дозвољава својим тазбинама да одведу дечаке у њихов дом у Лос Анђелесу док он одлучује да се обликује. Џек се шуња назад у Окланд и заспи гледајући Вукодлака. Док Џон стигне кући, Норман прекида струју док се ушуњао у кућу. Пробуђен нестанком, Џек је свестан да је неко упао, али случајно нокаутира Џона палицом. Пронашао га је Норман, Џека трчи горе и кроз прозор купатила до гране оближњег дрвета са Норманом у потери док Џон долази свести. Међутим, гоњен до више тачке дрвета, Џек посматра Нормана како губи стисак и пада у двориште иза куће Лири где га на смрт убијају комшијски добермани. Убрзо након тога, када се Норманови родитељи одселе, Дилан се враћа кући док Џон добија посао у својој емисији која сада емитује комичније хорор филмове попут Абота и Костела.
Једног поподнева, сва деца из комшилука се појављују и питају да ли ће Џон играти са њима неку од својих игара чудовишта као и обично. После свог искуства са Норманом, Џон говори деци да више неће играти игру чудовишта. Када га питају зашто, Џон види Декстера како пуши цигарету док схвата да иде мрачним путем. Џон гледа деци да тамо постоје права чудовишта, али обећава да ће играти бољу игру са њима. Касније проналазећи Џека како свира мајчину успаванку на клавиру док наговара Дилана да изговори наслов успаванке, Џон покушава да утеши свог сина када се сломи плачући. Док Џон затвара Џека и себе, њих двоје грле Дилана након што он изговори наслов Елизабетине успаванке: „Медвед Џек“. Следећег дана, када је њихов живот почео да се враћа у нормалу, Џон гледа своје синове како се играју у дворишту.

## Глумци
- Дени Девито као Џон Лири
- Мико Хјуз као Дилан Лири
- Гери Синис као Норман Стрик
- Андреа Марковићи као Елизабет Лири
- Џулија Луј Драјфус као Пеги Етингер
- Рис Видерспун као Карен Морис

## Пријем
Од 17 рецензија на Rotten Tomatoes-у, Медвед Џек има 29% „трулих“ оцена. 

## Награде и номинације

### Награде за младе уметнике 1994
- Освојио – најбоља улога у играном филму – споредна глумица: Рис Видерспун
- Номинован – најбоља игра у играном филму – главни глумац: Роберт Ј. Стејнмилер Јр.
- Номинован – најбоља игра у играном филму – млади глумац 10 или млађи: Мико Хјуз